# Mistrovství světa v atletice 2011 – Muži skok daleký
 Skok daleký mužů na Mistrovství světa v atletice 2011 se uskutečnil 1. a 2. září. Ve finále zvítězil obhájce světového prvenství z Mistrovství světa v atletice 2009 Američan Dwight Phillips skokem dlouhým 8,45 metru. Na druhém místě se umístil Australan Mitchell Watt (8,33 m) a na třetím reprezentant Zimbabwe Ngonidzashe Makusha (8,29 m).

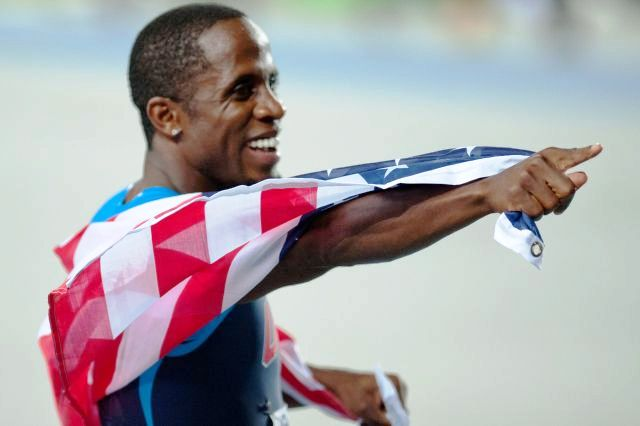
Dwight Phillips

## Výsledky finále
| *                | jméno               | země           | 1    | 2    | 3    | 4    | 5    | 6    | výsledek |
| ---------------- | ------------------- | -------------- | ---- | ---- | ---- | ---- | ---- | ---- | -------- |
| Zlatá medaile    | Dwight Phillips     | USA            | 8,31 | 8,45 | ×    | –    | ×    | ×    | 8,45 m   |
| Stříbrná medaile | Mitchell Watt       | Austrálie      | ×    | 8,33 | 4,90 | 7,79 | ×    | 8,06 | 8,33 m   |
| Bronzová medaile | Ngonidzashe Makusha | Zimbabwe       | 8,29 | 8,15 | 8,14 | 8,00 | 8,07 | ×    | 8,29 m   |
| 4.               | Yahya Berrabah      | Maroko         | 8,03 | 8,23 | ×    | ×    | ×    | ×    | 8,23 m   |
| 5.               | Luvo Manyonga       | Jižní Afrika   | 8,21 | ×    | 7,82 | ×    | ×    | ×    | 8,21 m   |
| 6.               | Alexandr Menkov     | Rusko          | 7,74 | 8,19 | ×    | ×    | 8,07 | ×    | 8,19 m   |
| 7.               | Christian Reif      | Německo        | 7,90 | 8,19 | ×    | 7,98 | ×    | 7,97 | 8,19 m   |
| 8.               | Sebastian Bayer     | Německo        | 8,17 | 8,06 | 8,13 | 8,04 | 7,91 | 8,02 | 8,17 m   |
| 9.               | Will Claye          | USA            | 8,08 | 7,98 | 8,10 |      |      |      | 8,10 m   |
| 10.              | Marcos Chuva        | Portugalsko    | 8,05 | ×    | 7,99 |      |      |      | 8,05 m   |
| 11.              | Chris Tomlinson     | Velká Británie | 7,86 | ×    | 7,87 |      |      |      | 7,87 m   |
| 12.              | Kim Deok-Hyeon      | Jižní Korea    |      |      |      |      |      |      | DNS      |